# Stanislaw Jewgrafowitsch Petrow

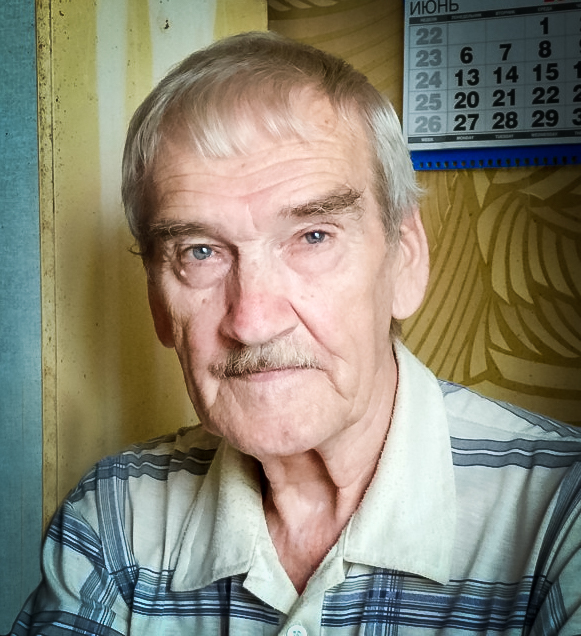
Stanislaw Petrow, 2016

Stanislaw Jewgrafowitsch Petrow (russisch Станислав Евграфович Петров, wiss. Transliteration Stanislav Evgrafovič Petrov; * 7. September 1939 in Tschernigowka bei Wladiwostok; † 19. Mai 2017 in Frjasino bei Moskau) war ein Oberstleutnant der sowjetischen Luftverteidigungsstreitkräfte. Am 26. September 1983 stufte er als leitender Offizier in der Kommandozentrale der sowjetischen Satellitenüberwachung einen vom System gemeldeten Angriff der USA mit nuklearen Interkontinentalraketen auf die UdSSR korrekt als Fehlalarm ein. Der Fehlalarm wurde durch einen Satelliten des sowjetischen Frühwarnsystems ausgelöst, der aufgrund einer fehlerhaften Software einen Sonnenaufgang und Spiegelungen in den Wolken als Raketenstart in den USA interpretierte. Durch eigenverantwortliches Eingreifen und Stoppen vorschneller Reaktionen verhinderte Petrow womöglich das Auslösen eines Atomkriegs, des befürchteten Dritten Weltkriegs.
Aus Gründen der militärischen Geheimhaltung und wegen politischer Spannungen wurde Petrows Vorgehen erst in den 1990er Jahren publik.

## Familie und Anfang der Militärlaufbahn
Sein Vater Jewgraf flog im Zweiten Weltkrieg Kampfflugzeuge. Seine Mutter war Krankenschwester.
Petrow war mit Raisa verheiratet. Er hatte einen Sohn Dmitri und eine Tochter Jelena. Seine Frau starb 1997 an Krebs.
Petrow schrieb sich an der Kiewer Militärakademie für Luftfahrttechnik der sowjetischen Luftstreitkräfte ein und trat nach seinem Abschluss im Jahr 1972 den sowjetischen Luftverteidigungskräften bei. Anfang der 1970er Jahre wurde er der Organisation zugeteilt, die das neue Frühwarnsystem zur Erkennung ballistischer Raketenangriffe aus NATO-Staaten überwachte.

## Hintergrund (Kalter Krieg)
Spätestens seit 1947 eskalierte der Konflikt zwischen den USA und der UdSSR zum sogenannten Kalten Krieg. Die Spannungen zwischen den beiden Supermächten führten zur Bildung der beiden Bündnissysteme NATO und Warschauer Pakt. Um 1950 begann ein beispielloses Wettrüsten. Eine Nuklearstrategie bildete sich rund um die Kernwaffen heraus. Den anfänglichen Vorsprung der USA bei den strategischen Nuklearwaffen (vgl. Interkontinentalraketen, strategische Bomber) hatte die UdSSR bis gegen Ende der 1960er Jahre durch eine massive Nachrüstung ihrer land- und seegestützten Interkontinentalraketen ausgeglichen, so dass ungefähre Parität hergestellt war. Eine Phase der Entspannungspolitik und die SALT-Verhandlungen Anfang der 1970er Jahre konnten das weitere Anwachsen der Arsenale nicht stoppen. Beide Parteien versuchten, ihre Positionen mit Hilfe neuer Technologien (vgl. z. B.: Mehrfachsprengköpfe) zu festigen.
Als sich die Spannungen um 1980 erneut verschärften, hatten beide Seiten bereits ein Vielfaches der zum Auslöschen des Gegners – und der restlichen Menschheit – erforderlichen nuklearen Zerstörungskraft akkumuliert (Overkill). Im Fall eines gegnerischen Erstschlages sollte die Vergeltung in Form der totalen Vernichtung des Angreifers ausgelöst werden (Mutual assured destruction).
Im Jahr 1983 war das Verhältnis zwischen den beiden Blöcken wegen Ronald Reagans Bezeichnung der Sowjetunion als „Reich des Bösen“ und der Ankündigung des Raketenabwehrprogramms SDI im März sowie als Folge des Abschusses des Korean-Air-Lines-Flugs 007 durch die Sowjetunion am 1. September zusätzlich gespannt. Zumindest das KGB war zusätzlich wegen wahrgenommenen Planungen der im November stattfindenden US-Kommandostabsübung Able Archer 83 beunruhigt.

## Der Vorfall am 26. September 1983
Oberstleutnant Stanislaw Petrow war am 26. September 1983 diensthabender Offizier im Serpuchow-15-Bunker (ungefähr 50 Kilometer südlich von Moskau). Seine Aufgabe bestand in der computer- und satellitengestützten Überwachung des Luftraumes. Im Fall eines nuklearen Angriffes auf die UdSSR sah die Strategie einen mit allen Mitteln geführten sofortigen nuklearen Gegenschlag vor.
Kurz nach Mitternacht meldete der Computer den Start einer auf die Sowjetunion gerichteten Atomrakete im US-Bundesstaat Montana. Ab einem feindlichen Raketenstart hatte die sowjetische Führung 28 Minuten Zeit, um – unwiderruflich – über einen Gegenschlag zu entscheiden. Petrow blieb eine Viertelstunde für die Unterrichtung seines Vorgesetzten. Da der Raketenstart laut dem System nur von einer einzigen Basis erfolgt sein sollte, hielt Petrow einen Erstschlag für unwahrscheinlich. Zusätzlich war die Verlässlichkeit des Satellitensystems (Kosmos 1382) zuvor mehrfach in Frage gestellt worden. Auf Satellitenaufnahmen der US-Militärbasis konnte Petrow keine Rakete erkennen. Da die Basis jedoch zu dem Zeitpunkt genau auf der Tag-Nacht-Grenze lag, hatten die Bilder nur eingeschränkte Aussagekraft. Petrow meldete der Militärführung einen Fehlalarm. Kurze Zeit später meldete das Computersystem eine zweite, dritte, vierte und fünfte abgefeuerte Rakete. Da das Satellitensystem letztlich keine weiteren Raketen meldete, ging Petrow weiterhin von einem Fehlalarm aus, da ein tatsächlicher Atomschlag seiner Ansicht nach mit deutlich mehr Raketen hätte stattfinden müssen. Dabei standen ihm keine anderen Daten zur Verfügung, um seine Einstufung im maßgeblichen Zeitraum überprüfen zu können. Das landgestützte sowjetische Radar konnte keine zusätzlichen Daten liefern, da dessen Reichweite dafür zu gering war. Erst nach 17 Minuten wurde aus den Daten der Bodenradare klar, dass tatsächlich keine Raketen heranflogen.
Petrow stand während dieser Entscheidungsphase unter erheblichem Druck: Einerseits würde eine Weiterleitung von fehlerhaften Satellitendaten (Fehlwarnung) zu einem sowjetischen atomaren Erstschlag führen. Andererseits würden im Falle eines tatsächlichen US-amerikanischen Angriffs umgehend dutzende nukleare Sprengköpfe auf sowjetisches Territorium niedergehen und seine Einstufung der Satellitenwarnung als Falschmeldung eine gravierende Einschränkung der sowjetischen Handlungsoptionen bedeuten. Dies hatte auch den Hintergrund, dass die Sowjetunion damals eine dezentral organisierte Zweitschlagfähigkeit als Gegenmaßnahme gegen Enthauptungsstrategien erst teilweise aufgebaut hatte.
Am Morgen stellte sich heraus, dass das satellitengestützte sowjetische Frühwarnsystem Sonnenreflexionen auf Wolken in der Nähe der Malmstrom Air Force Base in Montana, wo auch US-amerikanische Interkontinentalraketen stationiert waren, als Raketenstarts fehlinterpretiert hatte.
Auch wenn den Befehl zum Gegenschlag letztlich noch das sowjetische Oberkommando und die Staatsführung hätten geben müssen, hatte Petrow durch sein Verhalten die hierarchische Kettenreaktion bis zu einem möglichen Nuklearkrieg rechtzeitig unterbrochen.

## Weiterer Lebensweg
Petrow wurde für sein Verhalten seitens seiner Vorgesetzten weder belobigt noch belohnt – aber auch nicht bestraft. Eine ursprünglich für sein Handeln geplante Ordensverleihung blieb aus, denn als sich der Grund für die Anfälligkeit des Systems herausgestellt hatte, zogen Vorgesetzte die Geheimhaltung vor, um ihr eigenes Gesicht zu wahren. Jedoch erhielt er später einen Orden für andere Verdienste um den Aufbau der Anlage und wurde schließlich noch befördert. Er verließ das Militär im Folgejahr aus rein familiären Gründen, kehrte jedoch später als Zivilist wieder auf seinen früheren Posten zurück. Petrow starb am 19. Mai 2017 im Alter von 77 Jahren in Frjasino bei Moskau, wo er die letzten Jahrzehnte seines Lebens gewohnt hatte.

## Ehrungen und Gedenken
Der Unternehmer Karl Schumacher aus Oberhausen besuchte Petrow 1998 in Russland, um sich für dessen Verhalten zu bedanken, und lud ihn nach Deutschland ein. 1999 besuchte Petrow Oberhausen, gab Radio- und Fernsehinterviews und diskutierte mit Oberhausener Schülern.
Die Association of World Citizens mit Sitz in San Francisco zeichnete Petrow sowohl am 21. Mai 2004 in Moskau – wo ihm mit der Auszeichnung auch 1000 US-Dollar überreicht wurden – als auch am 19. Januar 2006 im UNO-Hauptquartier in New York mit dem World Citizen Award aus.

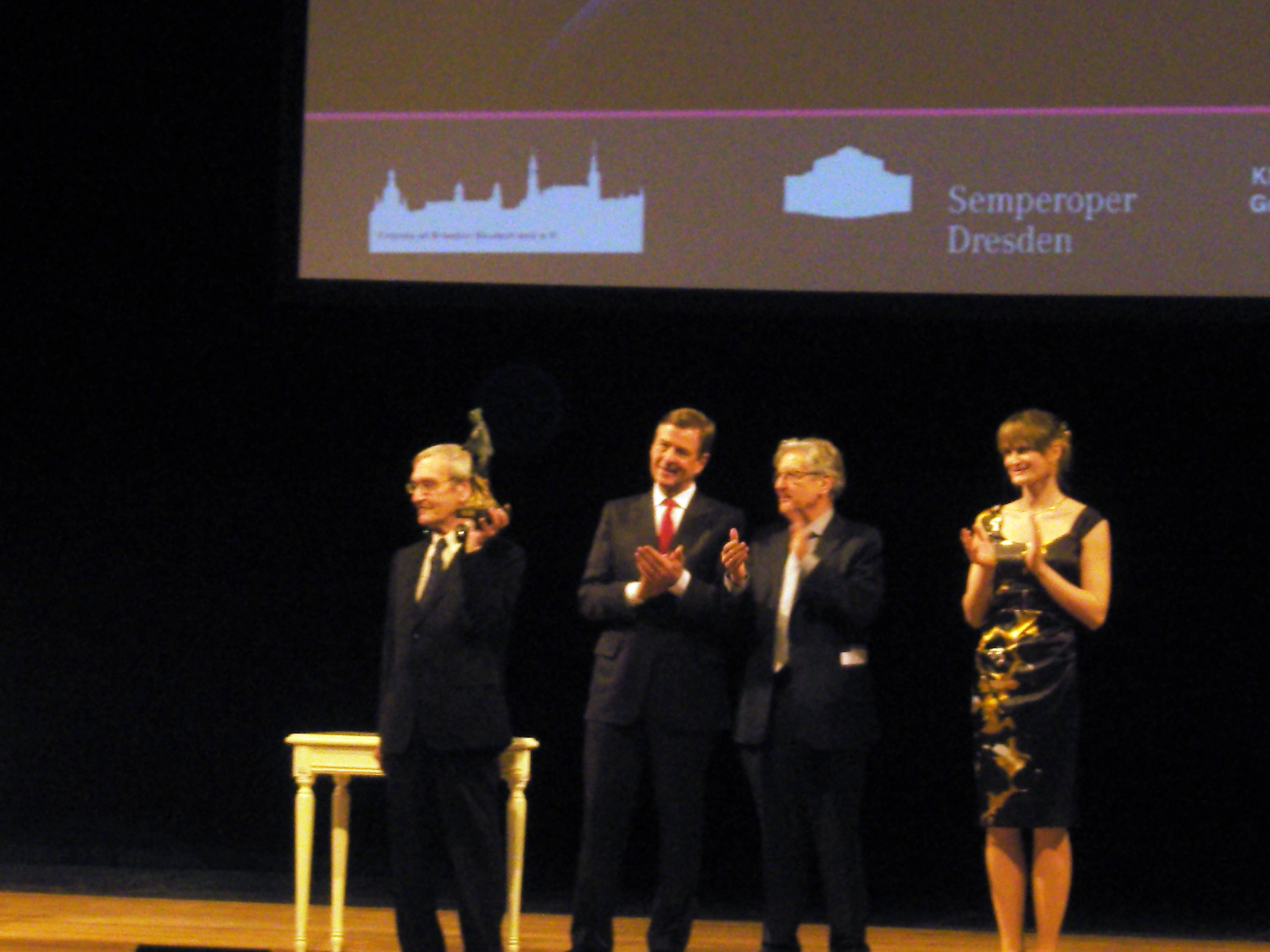
Petrow (links) bei der Verleihung des Dresden-Preises, 2013

Am 24. Februar 2012 wurde Stanislaw Petrow mit dem Deutschen Medienpreis ausgezeichnet. Am 17. Februar 2013 wurde ihm in der Dresdner Semperoper der mit 25.000 Euro dotierte Dresden-Preis 2013 verliehen.
Anfang Juli 2018 ging bei der Stadt Bonn ein Bürgerantrag ein, einen Platz nach Petrow und Wassili Archipow, der vermutlich ebenfalls einen Atomkrieg verhindert hatte, in Archipov-Petrov-Platz umzubenennen. Der Antrag wurde allerdings abgelehnt.

### Dokufiktion-Film „The Man Who Saved the World“
Der dänische Filmregisseur Peter Anthony begleitete Stanislaw Petrow über einen Zeitraum von 10 Jahren für den 2014 erschienenen (und mit nachgestellten Rückblenden versehenen) Dokufiktion-Film Der Mann, der die Welt rettete (im Original: The Man Who Saved the World). An diesem Film wurde später scharfe Kritik geäußert. Die Darstellung Petrows als „mürrischer, alkoholabhängiger verwahrloster Mann mit Mutterkomplex“ sei nichts weniger als „Rufmord“. Viele scheinbar authentische Szenen seien, für jeden Profi leicht erkennbar, manipuliert.

### Denkmal
Zu seinem 2. Todestag im Jahr 2019 wurden in Oberhausen Gedenktafeln in drei Sprachen für Petrow aufgestellt. Die Inschrift lautet:

„Wäre er den Computermeldungen gefolgt, wäre der sofortige atomare Gegenschlag erfolgt und damit der Tod von Millionen Menschen in den USA, in Europa und Russland die Folge gewesen.“

Es handelte sich hierbei um das weltweit erste Denkmal für Petrow überhaupt. Bei der Enthüllung der Tafeln waren die Tochter und der Sohn Petrows anwesend.

### Der russische Dokumentarfilm „Petrow, Retter der Welt“ („Петров, спаситель мира“)
Am 8. Dezember 2022 veröffentlichte der unabhängige russische Nachrichtenkanal „Redakzija“ („Редакция“) des russischen Journalisten Alexej Piwowarow – er musste sich und seinen Kanal in Russland als „Ausländischer Agent“ registrieren lassen – auf Youtube den Dokumentarfilm „Petrow, Retter der Welt“ („Петров, спаситель мира“). (Der Film in russischer Sprache ist mittlerweile auch mit englischen Untertiteln versehen.) Dieser multiperspektivisch gehaltene Film, der sich jenseits jeglicher Sensationsgier erkennbar um Objektivität bemüht, stellt die lange erwartete Rehabilitierung Petrows – nicht zuletzt in seinem Heimatland – dar. Piwowarow interviewte im Zuge seiner Recherchen nicht nur mehrere Journalisten und Militärfachleute, sondern auch Petrows Sohn Dmitrij und den Regisseur des Filmes „The man who saved the world“, Peter Anthony. Dabei berichtete Anthony von den Dreharbeiten mit Petrow, die sich über zehn Jahre hingezogen hatten, und es stellte sich heraus, dass mit Petrow ein Honorar von 3.000 Dollar für dessen Mitarbeit an Anthonys Film vertraglich vereinbart worden war. Zusätzlich musste sich Petrow verpflichten, bis zum 30. Januar 2007 gegenüber allen anderen Medien Stillschweigen über die Nacht vom 26. September 1983 zu bewahren.
Der Film „Petrow, Retter der Welt“ generierte innerhalb weniger Wochen über 2,5 Millionen Aufrufe. Die 7.000 – überwiegend russischen – Kommentatoren des Videos äußerten neben großer Hochachtung für das Handeln Petrows fast durchgehend Unverständnis bis Scham darüber, dass diese Geschichte zwar im westlichen Ausland gewürdigt, im russischen Heimatland dagegen von den Medien bislang weitgehend ignoriert wurde.

### 35. Jahrestag
Am 26. September 2018 ehrte der MIT-Professor Max Tegmark Petrow bei einer Zeremonie im New Yorker Museum of Mathematics mit dem mit 50.000 Dollar dotierten Future of Life Award des Future of Life Institute. Der ehemalige Generalsekretär der Vereinten Nationen, Ban Ki-moon, sagte bei diesem Anlass:

„Es ist schwer, sich etwas Verheerenderes für die Menschheit vorzustellen als einen totalen Atomkrieg zwischen Russland und den Vereinigten Staaten. Und doch hätte es am 26. September 1983 zufällig dazu kommen können, wenn Stanislaw Jewgrafowitsch Petrow nicht so weise entschieden hätte. Dafür gebührt ihm die tiefe Dankbarkeit der Menschheit. Lassen Sie uns beschließen, gemeinsam an der Verwirklichung einer Welt ohne Angst vor Atomwaffen zu arbeiten und uns dabei an das mutige Urteil von Stanislaw Petrow zu erinnern.“

Der Preis wurde von seiner Tochter Elena entgegengenommen. Petrows Sohn Dmitry hatte seinen Flug nach New York verpasst, weil die US-Botschaft sein Visum verzögert hatte. „Dass ein Mann kein Visum bekommt, um die Stadt zu besuchen, die sein Vater vor der nuklearen Vernichtung gerettet hat, ist sinnbildlich dafür, wie frostig die amerikanisch-russischen Beziehungen geworden sind, was das Risiko eines versehentlichen Atomkrieges erhöht“, sagte Tegmark bei der Übergabe des Preises.
Zu diesem Jahrestag brachte der WDR eine Folge der Sendung Stichtag über Stanislaw Petrow.

### Populärkultur
- 2008 widmete die Stoner-Rock-Band Beehoover Petrow ein Lied.[27]

- 2009 inszenierte die Theatergruppe Rimini Protokoll mit Petrow, als Darsteller seiner Geschichte, das dokumentarische Stück Der Zauberlehrling. (U. A. am 22. Mai 2009 im Central, Düsseldorfer Schauspielhaus).[28]

- 2011 widmete die deutsche Elektronikformation ['ramp] ihr Album return Stanislaw Petrow (im Booklet irrtümlich als „Vladimir“ vermerkt durch einen in den Medien falsch übermittelten Namen).[29]
- 2017 eröffnete Christian Blau die Bar zum roten Knopf in München, die Bar zum roten Knopf ist nach Stanislaw Petrow benannt und wurde zu Petrows Lebzeiten, am 7. April 2017, eröffnet.[30]

- 2019 widmete die Punkrock-Band Krachmakers Stanislaw Petrow einen deutschsprachigen Song auf einer Vinyl-Single.[31]
- Im Januar 2021 veröffentlichte Roger Waters, der ehemalige Bassist und Sänger von Pink Floyd, den Song The Gunner's Dream, in dem er sich mit Petrow auseinandersetzte.